# .af
af. هو النطاق الأعلى في ترميز الدولة ccTLD وامتداد خاص بالعناوين الإلكترونية للمواقع التي تنتمي لأفغانستان. تحت إدارة (مركز شبكة المعلومات لأفغانستان - ANTC)
يتم التسجيل مباشرة في المستوى الثاني، أو في المستوى الثالث تحت مختلف النطاقات الفرعية المصنفة في المستوى الثاني. تحتوي نطاقات المستوى الثالث على قيود تستند إلى نطاق المستوى الثاني الذي تم تسجيله به. التسجيل في المستوى الثاني غير مقيد، ولكن أكثر تكلفة. جميع الرسوم أعلى للمسجلين الدوليين.
تم تفويض المجال إلى عبد الرازق في عام 1997 ، أي بعد عام واحد فقط من استيلاء مقاتلي طالبان على كابول وتأسيس إمارة أفغانستان الإسلامية . احتفظ NetNames of London في البداية بالنطاق بعد اتفاق مع IANA .

## نطاقات ثانوية
- com.af.
- net.af.
- org.af.
- gov.af.
- edu.af.

## روابط خارجية
- IANA .af معلومات whois
- موقع أفغنيك الرسمي
- أفغان سيرفر، .af مسجل.